# Куп Југославије у фудбалу 1949.
Куп Југославије у фудбалу 1949. је трећа година овог такмичења званог и „Куп Маршала Тита“. У овом такмичењу учествовало је укупно 1427 екипа. Као и рније у првом делу такмичења учествовали су клубови који играју у републичким лигама, фудбалске екипе радних колектива, сеоских земљорадничких задруга, гарнизона ЈНА. У другом завршним делу у такмичење су се укључили и тимови савезних лига.
Према пропозицијама ове године дозвољено је да клубови могу играти са више екипа. Услов је био да играчи пријављени за једну екипу сезови могу играти само у тој екипи истог клуба у овој сезони. Играла се једна утакмица. У случају нерешеног резултата на крају утакмице играли су се продужеци, а ако резултат и после тога остане нерешен, победник се одлучује жребом.

## Шеснаестина финала
| Утак. | Клуб, Место           | Резултат       | Клуб, Место            |
| ----- | --------------------- | -------------- | ---------------------- |
| 1.    | Братство Травник      | 0:3            | Радник Бијељина        |
| 2.    | Раднички Крагујевац   | 1:4 (1:1, 0:1) | Партизан Београд       |
| 3.    | Борац Чачак           | 2:4            | Сарајево               |
| 4.    | Пролетер Зрењанин     | 1:2            | Слога Нови Сад         |
| 5.    | Никчевић Краљево      | 0:5            | Срем Сремска Митровица |
| 6.    | Будућност Титоград    | 3:0            | Напријед Сисак         |
| 7.    | Локомотива Загреб     | 3:2 (2:2, 0:1) | Морнар Сплит           |
| 8.    | Наша крила Земун      | 7:0            | Јадран Љубљана         |
| 9.    | Јединство Требиње     | 0:5            | Милиционар Загреб      |
| 10.   | Црвена звезда Београд | 3:1            | Металац Загреб         |
| 11.   | Партизан Београд      | 3:2            | Напредак Крушевац      |
| 12.   | Хајдук Сплит          | 6:1            | Еђшег Нови Сад         |
| 13.   | Металац Београд       | 2:1 (1:1, 0:1) | Динамо Загреб          |
| 14.   | Јединство Чаковец     | 7:5            | Млади радник Пожаревац |
| 15.   | 6. октобар Кикинда    | 3:2            | Јединство Бачка Топола |
| 16.   | Динамо Панчево        | 4:0            | Динамо Винковци        |

## Осмина финала
| Утак. | Клуб, Место       | Резултат            | Клуб, Место            |
| ----- | ----------------- | ------------------- | ---------------------- |
| 1.    | Динамо Панчево    | 0:4                 | Црвена звезда Београд  |
| 2.    | Милиционар Загреб | 4:1                 | Срем Сремска Митровица |
| 3.    | Сарајево          | 0:1                 | Партизан Београд       |
| 4.    | Хајдук Сплит      | 7:3                 | 6. октобар Кикинда     |
| 5.    | Слога Нови Сад    | 2:0                 | Радник Бијељина        |
| 6.    | Јединство Чаковец | 1:2                 | Будућност Титоград     |
| 7.    | Металац Београд   | 2:2 (2:2, 0:1) жреб | Наша крила Земун       |
| 8.    | Партизан Београд  | 4:3                 | Локомотива Загреб      |

## Четрвртфинале
| Утак. | Клуб, Место           | Резултат       | Клуб, Место        |
| ----- | --------------------- | -------------- | ------------------ |
| 1.    | Црвена звезда Београд | 3:1            | Милиционар Загреб  |
| 2.    | Партизан Београд      | 4:2            | Хајдук Сплит       |
| 3.    | Слога Нови Сад        | 1:2 (1:1, 1:1) | Будућност Титоград |
| 4.    | Наша крила Земун      | 3:1            | Партизан Београд   |

## Полуфинале
| Утак. | Клуб, Место           | Резултат | Клуб, Место        |
| ----- | --------------------- | -------- | ------------------ |
| 1.    | Црвена звезда Београд | 2:1      | Партизан Београд   |
| 2.    | Наша крила Земун      | 1:0      | Будућност Титоград |

## Финале
| Утак. | Клуб, Место      | Резултат | Клуб, Место           |
| ----- | ---------------- | -------- | --------------------- |
| 1.    | Наша крила Земун | 2:3      | Црвена звезда Београд |

| Победник Купа Југославије у фудбалу 1949. |
| ----------------------------------------- |
| ФК Црвена звезда 2. титула.               |

| Домаћи клуб                                     | Резултат | Гостујући клуб                                                                                              |
| ----------------------------------------------- | --- | --- |
| Црвена звезда Београд                           | 3 - 2 | Наша крила Земун                                                                                            |
| Датум                                           | 29. новембар, 1949.                                                                                         | 29. новембар, 1949.                                                                                         |
| Стадион                                         | Стадион ЈНА, Београд                                                                                        | Стадион ЈНА, Београд                                                                                        |
| Гледалаца                                       | 50.000 | 50.000 |
| Судија                                          | Миљенко Подолски (Загреб)                                                                                   | Миљенко Подолски (Загреб)                                                                                   |
| ФК Црвена звезда (тренер: Александар Томашевић) | Мркушић, Станковић, Кашанин, Палфи, Ђурђевић, Ђајић, Огњанов, Митић, Томашевић, Такач, Вукосављевић         | Мркушић, Станковић, Кашанин, Палфи, Ђурђевић, Ђајић, Огњанов, Митић, Томашевић, Такач, Вукосављевић         |
| ФК Наша крила (тренер: Н. Радосављевић)         | Попадић, Филиповић, Јовановић, Кобе, Звекановић, Адамовић, А. Пантић, Л. Грчић, Поповић, Златковић, Боровић | Попадић, Филиповић, Јовановић, Кобе, Звекановић, Адамовић, А. Пантић, Л. Грчић, Поповић, Златковић, Боровић |
| Стрелци                                         | 1-0 Огњанов, 17', 2:0 Такач 76', 2:1 Боровић 81', 3:1 Томашевић 87‘, 3:2 Ђурђевић 88‘ (аг)                  | 1-0 Огњанов, 17', 2:0 Такач 76', 2:1 Боровић 81', 3:1 Томашевић 87‘, 3:2 Ђурђевић 88‘ (аг)                  |